# Massengrab von Marienburg

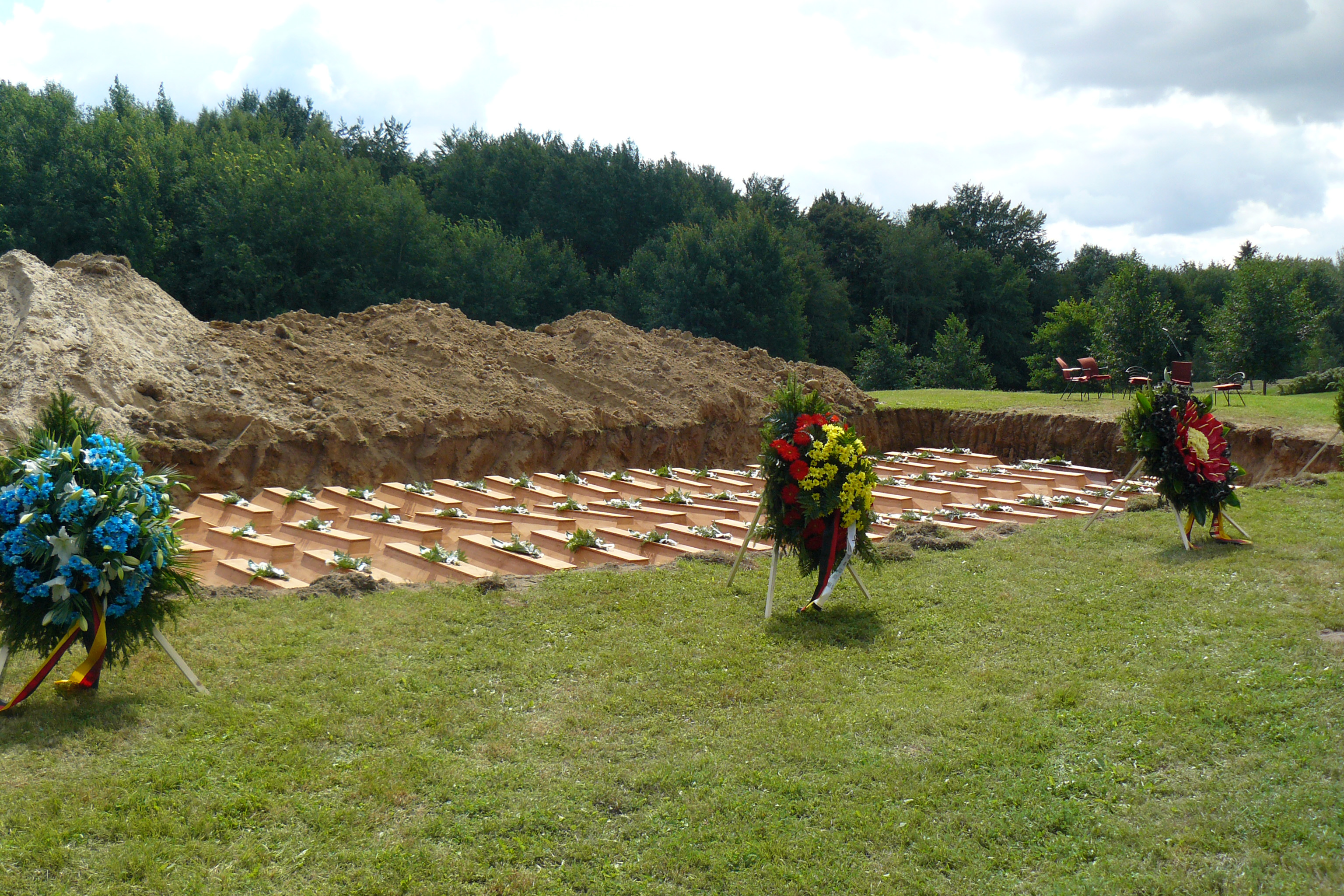
Beisetzung der Opfer aus Marienburg

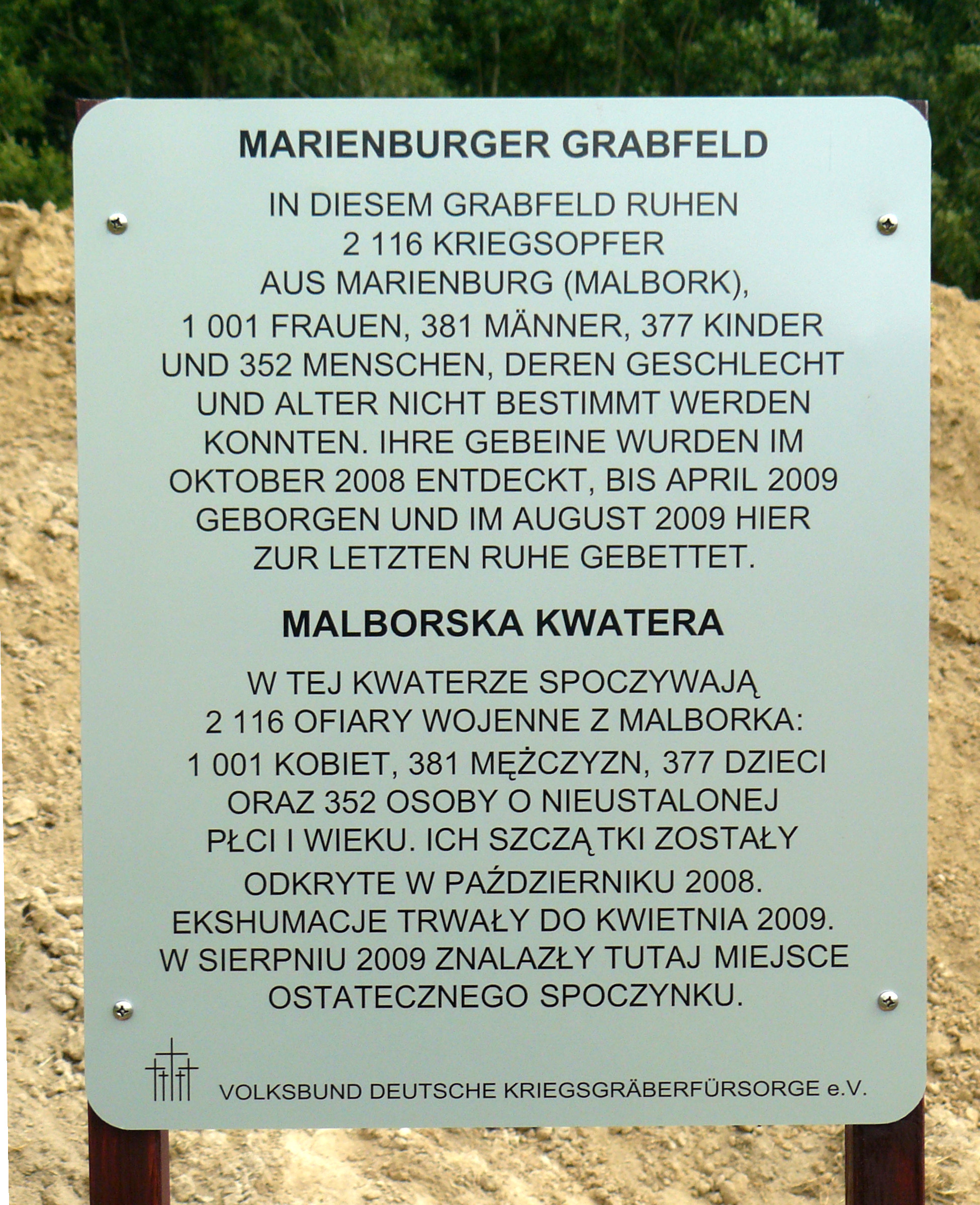
Infotafel am Marienburger Grabfeld in Stare Czarnowo

Das Massengrab von Marienburg war ein Massengrab in der Stadt Malbork (deutsch Marienburg), das im Oktober 2008 bei Aushubarbeiten für das Fundament eines neuen Hotels entdeckt wurde. Es enthielt die Gebeine von 2.116 Menschen (1001 Frauen, 381 Männern und 377 Kindern sowie über 300 weiteren Personen, deren Geschlecht und Alter nicht genauer bestimmt werden konnte).
Die Fundstelle lag an der Ulica Piastowska 18 auf dem Gelände des ehemaligen Polnischen Hauses nahe der Ordensburg Marienburg.
Die Ermittlungen polnischer Behörden unter Leitung des Staatsanwalts Waldemar Zduniak begannen, nachdem mehrere hundert menschliche Skelette gefunden worden waren. Nach der Alters- und Geschlechtsverteilung waren die Toten Zivilisten. Bei ihnen wurden weder Bekleidungsreste noch andere Gegenstände gefunden. Etwa hundert der Schädel wiesen Einschüsse auf. Nach Vermutung polnischer Archäologen handelt es sich bei den gefundenen Toten um deutsche Zivilisten aus dem Frühjahr 1945. Allein von den Einwohnern der Stadt Marienburg werden 1.840 Personen bis heute vermisst.
Die Opfer wurden am 19. August 2009 auf dem deutschen Soldatenfriedhof Stare Czarnowo (Neumark) in Glinna (Glien) bei Stettin beigesetzt. Die Entscheidung für den Friedhof in Glinna wurde von deutscher Seite getroffen, nachdem polnischerseits außer diesem auch ein Friedhof in Danzig vorgeschlagen worden war.
Während sich die Regierungsvertreter Polens und Deutschlands nicht offiziell zu dem Vorfall äußerten und die zuständigen Behörden und Nichtregierungsorganisationen versuchten den Vorfall möglichst sensibel zu behandeln, löste die Entdeckung des Massengrabs in der Medienlandschaft eine teilweise kontroverse Diskussion sowie eine Reihe von Spekulationen aus.